# Sueca Ricers
I Sueca Ricers sono una squadra di football americano di Sueca, in Spagna. Fondati nel 2007, hanno vinto 3 titoli valenciani.

## Dettaglio stagioni

### Tornei locali

#### Conferencia Este
| Stagione | regular season | regular season | regular season | regular season | regular season | regular season | playoff | playoff | playoff | playoff | playoff | playoff   | playoff    |
|          | Vin            | Par            | Per            | Tot            | PF             | PS             | Vin     | Per     | Tot     | PF      | PS      | risultato | avversaria |
| -------- | -------------- | -------------- | -------------- | -------------- | -------------- | -------------- | ------- | ------- | ------- | ------- | ------- | --------- | ---------- |
| 2015     | 5              | 0              | 3              | 8              | 154            | 75             | -       | -       | -       | -       | -       | -         | -          |
| Totale   | 5              | 0              | 3              | 8              | 154            | 75             | -       | -       | -       | -       | -       |           |            |

Fonti: Enciclopedia del Football - A cura di Roberto Mezzetti

## Palmarès

### Titoli nazionali
- 3 Campionati valenciani (2013, 2014, 2015)
- 1 Coppa valenciana junior (2013)